# Horst Klemm
Horst Klemm (* 30. Juni 1925 in Bunzlau; † 2011) war ein deutscher Jugend- und Parteifunktionär (FDJ/SED). Er war Mitglied des ZK der SED.

## Leben
Klemm, Sohn eines Glashüttenarbeiters, besuchte die Volksschule. Er schloss sich nach dem Zweiten Weltkrieg der FDJ an und war von 1946 bis 1948 als Posthelfer und Traktorist tätig. Er wurde 1947 Mitglied der SED und 1948 hauptamtlicher Mitarbeiter des SED-Landesvorstandes Mecklenburg. 
Von 1948 bis 1950 studierte er an der Universität Rostock und war Vorsitzender der FDJ-Hochschulgruppe. Von 1951 bis 1955 übte er verschiedene FDJ-Funktionen aus, war Sekretär für Organisation der FDJ-Landesleitung Mecklenburg und nach der Verwaltungsreform 1952 Erster Sekretär der FDJ-Bezirksleitung Rostock. Gleichzeitig war er ab März 1952 Abgeordneter des Landtages von Mecklenburg (Nachrücker für den abberufenen Konrad Naumann), dann von August 1952 bis 1954 des Bezirkstages Rostock. Außerdem war er ab 1952 zunächst Kandidat, dann bis 1959 Mitglied des Zentralrates der FDJ. Von 1955 bis 1958 war er Leiter des Sektors Jugend und Sport der Abteilung Leitende Organe der Partei und Massenorganisationen des ZK der SED (Nachfolger von Horst Schumann). Während dieser Zeit studierte er 1956 in Moskau und wurde Diplom-Gesellschaftswissenschaftler.
Von 1958 bis 1960 fungierte er als 2. Sekretär und von April 1960 bis April 1966 als 1. Sekretär der SED-Kreisleitung Berlin-Friedrichshain (Nachfolger von Kurt Thieme). Nach der Ablösung des hauptamtlichen Parteisekretärs der Akademie der Wissenschaften der DDR (AdW) Lotar Ziert und Gründung der SED-Kreisparteiorganisation der Akademie der Wissenschaften im Mai 1969 wurde er 1. Sekretär der Kreisleitung und behielt diese Funktion bis November 1989. Klemm war von Juni 1962 bis März 1967 und erneut von Juni 1969 bis Februar 1984 Mitglied der SED-Bezirksleitung Berlin.
Ab Juni 1971 (VIII. Parteitag) gehörte er dem ZK der SED als Kandidat und ab Juni 1975 (14. ZK-Tagung) als Mitglied an. Von 1971 bis November 1989 war er Mitglied des Präsidiums der AdW. Im Jahr 1973 wurde er zum Dr. phil. promoviert und im Juli 1985 zum Professor berufen.

## Auszeichnungen
- 1964 Vaterländischer Verdienstorden in Bronze, 1974 in Silber und 1984 in Gold
- 1979 Orden Banner der Arbeit Stufe I